# Eduard Hitzig
Eduard Hitzig (Berlijn, 6 februari 1838 - St. Blasien, 20 augustus 1907) was een Duitse psychiater en neurologisch onderzoeker. Voordat hij zich toelegde op zijn medische carrière studeerde hij enige tijd rechten.
Na zijn promotie aan de universiteit van Berlijn, begon hij daar een polikliniek, waar hij onderzoek naar de werking van de hersenen, loodvergiftiging en verlammingen deed. Hij was zeer geïnteresseerd in de uitwerking van elektriciteit op de hersenen en deed proeven met konijnen, honden en apen.
Hitzig was als arts deelnemer aan de oorlog tegen Frankrijk en werd hiervoor onderscheiden. Na de oorlog bleef hij nog enige tijd aan het leger verbonden.
In 1872 werd hij de opvolger van Bernhard von Gudden als professor aan de universiteit van Zürich en directeur van de kliniek Burghölzli, waar hij zijn onderzoek voortzette en neurochirurgie uitvoerde. In 1879 werd hij opgevolgd door Auguste Forel. Hitzig werd professor aan de Universiteit van Halle.
Als gevolg van diabetes was Hitzig aan het einde van zijn leven nagenoeg blind. 
- Bibliothèque nationale de France: cb10804105h (data)
- Gemeinsame Normdatei: 116917423
- Historisch woordenboek van Zwitserland: 043991
- International Standard Name Identifier: 0000 0000 5535 5467
- Library of Congress Control Number: n2001127135
- Nationale Bibliotheek van Tsjechië: nlk20000089155
- Nationale Bibliotheek van Israël: 987007511442705171
- Nederlandse Thesaurus van Auteursnamen: 073491012
- Système universitaire de documentation: 083213317
- Virtual International Authority File: 62312719
- WorldCat: E39PBJwRPKyHQ9dCFQFhPyvPwC

1. 1 2 3  nobelprize.org; Nobelprijs-identificatiecode voor nominatie: 4223.